# El Boalo
El Boalo és un municipi de la Comunitat de Madrid. Està format per les localitats d'El Bolao, Cerceda i Mataelpino.